# Aardbeving Taiwan maart 2010
De aardbeving in Taiwan op 4 maart 2010 vond plaats om 00:18:52 UTC. Het epicentrum lag in het bergachtige Gaosyóng. De kracht bedroeg 6,4 op de schaal van Richter. Het hypocentrum lag op een diepte van 5 kilometer. Er vielen 96 gewonden.
Januari: Salomonseilanden (3 januari) · Californië (10 januari) · Haïti (12 januari) -
Februari: Bougainville (1 februari) · Riukiu-eilanden (26 februari) · Chili (27 februari) -
Maart: Taiwan (4 maart) · Sumatra (5 maart) · Turkije (8 maart) · Chili (11 maart) · Japan (14 maart) · Obi-eilanden (14 maart) -
Mei: Sumatra (9 mei) · Vanuatu (27 mei) -
Juni: Papoea (16 juni) -
Oktober: Sumatra (25 oktober)